# 个旧站 (寸轨)
个旧站位于云南省红河哈尼族彝族自治州个旧市，是鸡个铁路的一个铁路车站。车站建于1921年，1991年因寸轨铁路停运而关闭，现余站房一座、弃用水鹤一个、被改建为环湖游览人行步道的寸轨轨道一公里多。车站距离鸡街站34公里，隶属昆明铁路局开远车务段，是四等站。
2007年，公布为第五批红河州文物保护单位。